# AIR ORIGINAL SOUNDTRACK
『AIR ORIGINAL SOUNDTRACK』は、Key Sounds Labelから発売されたサウンドトラック。

## 概要
パソコンゲーム『AIR』内で使用された主題歌・BGMが収録された、Key Sounds Labelから初めて一般発売されたサウンドトラックである。ゲームの音楽鑑賞モードでは、ほとんどの楽曲に英語の副題が付いているが、本CDの楽曲リストでは表記されていない。テレビアニメ版では、本CD収録BGMのうち「未使用曲4」以外のすべての曲が本編中で使われた。

## 収録曲
太字はボーカル曲

### Disc1
1. 回想録
  - 作曲：戸越まごめ
2. 野道
  - 作曲：折戸伸治
3. 鳥の詩
  - 作詞：麻枝准、作曲：折戸伸治、編曲：高瀬一矢、歌：Lia
  - オープニングテーマのフルコーラス版。2007年の「今日は一日アニソン三昧SS」では、2006年「今日は一日アニソン三昧」で最もリクエストが多かった曲と紹介されるほど人気がある。
4. 夏影
  - 作曲：Key（麻枝准）
  - メインヒロインの神尾観鈴のテーマ曲。
  - 同名のボーカル曲「夏影」（歌：Lia）の原曲。
  - AIRの収録曲のなかでは人気が高い。また、ボーカル版はTHE IDOLM@STERのキャラクターである萩原雪歩（声：落合祐里香）によりカバーされた。
5. 跳ね水
  - 作曲：折戸伸治
6. 水たまり
  - 作曲：折戸伸治
  - ヒロインの霧島佳乃のテーマ曲。
7. 夢語り
  - 作曲：折戸伸治
8. 虹
  - 作曲：戸越まごめ
  - ヒロインの遠野美凪のテーマ曲。
9. てんとう虫
  - 作曲：戸越まごめ
  - みちるのテーマ曲。
  - テレビアニメ版では他にコミカルな場面でも使用されている。
10. 伝承
  - 作曲：戸越まごめ
11. 川
  - 作曲：折戸伸治
12. 絵空事
  - 作曲：折戸伸治
13. 双星
  - 作曲：戸越まごめ
14. 理
  - 作曲：戸越まごめ
  - この曲のみブックレットに曲解説が掲載されていないが、Key Sounds Label のホームページで曲解説を見ることが出来る。
15. 縁
  - 作曲：折戸伸治
16. 蝉衣
  - 作曲：戸越まごめ
17. 神薙
  - 作曲：折戸伸治
18. 月童
  - 作曲：戸越まごめ
  - 神奈備命のテーマ曲。
  - 同名のボーカル曲「月童」（歌：Lia）の原曲。
19. 銀色（orgel version）
  - 「銀色」（「青空」のピアノインスト曲）のオルゴール版。ゲーム発表時にはこの曲のタイトルはなかった。
20. ふたり
  - 作曲：折戸伸治
  - 映画版のイメージソング「IF DREAMS CAME TRUE」（河井英里）の原曲。
21. 此処
  - 作曲：戸越まごめ
22. 銀色
  - 作曲：Key（麻枝准）
  - 「青空」のピアノインスト曲。
23. 青空
  - 作詞・作曲：Key（麻枝准）、編曲：折戸伸治、歌：Lia
  - 挿入歌。
24. 羽根
  - 作曲：折戸伸治
  - 鳥の詩のオルゴール版。
25. 夜想
  - 作曲：戸越まごめ
26. Farewell song
  - 作詞：Key（麻枝准）、作曲・編曲：戸越まごめ、歌：Lia
  - エンディングテーマのフルコーラス版。

### Disc2
1. 鳥の詩（short version）
  - フルコーラス版を1コーラスに編集したゲームサイズ版。演奏終了部分がフルコーラス版と異なっている。
  - テレビアニメ版では、これをさらに編集したものがBGMとして使用された。
  - I'veのアルバム「verge」にも収録されている。
2. Farewell song（short version）
  - フルコーラス版を編集したゲームサイズ版。AIR編のエンディングテーマ。Windows（CD-ROM）版では、DREAM編のエンディングでも用いられた。
  - テレビアニメ版では、これをさらにカット編集したものがエンディングで使用された。
3. Farewell song（dream version）
  - short versionをアレンジしたDREAM編のエンディングテーマ。ボーカルは無い。
4. 未使用曲1
  - 作曲：戸越まごめ
  - 遠野美凪のテーマ曲として作られていた。
5. 未使用曲2
  - 作曲：戸越まごめ
  - 遠野美凪のテーマ曲として作られていた。
6. 未使用曲3
  - 作曲：戸越まごめ
7. 未使用曲4
  - 作曲：戸越まごめ
8. 未使用曲5
  - 作曲：折戸伸治
  - 「絵空事」のボツバージョン。戸越のボツ曲やプリプロダクションが4曲も収録されているのに対し、折戸のものが1曲しか収録されていないことについて、折戸は「ボツ曲をどんどん上書きして消してしまうため、これしか残っていなかった」とコメントしている。
9. 未使用曲6
  - 作曲：戸越まごめ
  - 「蝉衣」のプリプロダクション。
10. 鳥の詩（off vocal version）
11. Farewell song（off vocal version）